# You & I (Rita Ora)
You & I è il terzo album in studio della cantante britannica Rita Ora, pubblicato il 14 luglio 2023 dalla BMG Rights Management.

## Descrizione
Dopo la pubblicazione del suo secondo album in studio Phoenix nel 2018, Rita Ora si è presa una pausa discografica, dedicandosi a diversi progetti televisivi, tra cui il ruolo di coach in The Voice Australia, e recitando nel film Pokémon: Detective Pikachu, per il quale ha cantato la canzone originale Carry On.

Nel 2022 la cantante ha lasciato la Atlantic Records, firmando un accordo con la BMG Rights Management, che le ha dato la proprietà di tutti i master dei prossimi progetti. Nel 2023 la cantante ha annunciato You & I, basato sul matrimonio della cantante con Taika Waititi. Rita Ora ha raccontato il periodi di difficoltà e il significato dell'album:

## Accoglienza
| Recensione       | Giudizio |
| ---------------- | -------- |
| Clash            | 7/10     |
| Evening Standard |          |
| The Independent  |          |
| Rolling Stone UK |          |
| i                |          |
| The Times        |          |

Emma Harrison di Clash ha riferito che l'album è «il più esplorativo della cantante e senza dubbio il suo lavoro più bello finora» con «il marchio di fabbrica della gioia di vivere in tutto, ma questo sembra un progetto più maturo ed evoluto». Harrison ha inoltre sottolineato che «Rita usa You & I per intraprendere una seria riflessione su se stessa, con ogni brano che si concentra su vari aspetti» in cui Ora «si è liberata della sua pelle per mostrare una certa vulnerabilità e creatività rispetto al passato».
Hannah Mylrea di Rolling Stone UK ha scritto che You & I «gioca sul sicuro» rispetto all'album precedente, perché «troppo spesso, però, le tracce ti investono come lucide canzoni pop che non riescono a incuriosirti».
La scrittrice del The Independent Helen Brown è rimasta meno impressionata dall'album, ritenendolo «abbastanza forte da vendere bene» e sebbene sarebbe «dolce e dovrebbe farci entrare nelle specificità del suo mondo, eppure sembra comunque generico». Brown ha ritenuto che il risultato finale non fosse «niente di speciale». Anche David Smyth dell'Evening Standard ha scritto che il progetto «manca di tocco personale».

## Tracce
1. Don't Think Twice – 3:06 (Rita Ora, Nate Cyphert, Sermstyle, Rollo Spreckley, OAK, Alex Niceforo, Keith Sorrells, Mark Ralph)
2. You Only Love Me – 2:28 (Rita Ora, Elle Campbell, Rory Adams, Corey Sanders, Jon Maguire, Lewis Thompson, Navvy)
3. Praising You (feat. Fatboy Slim) – 2:44 (Rita Ora, Georgia Ku, Karen Poole, Jon Shave, Șerban Cazan, Fatboy Slim, Camille Yarbrough)
4. Unfeel It – 2:41 (Rita Ora, Rollo Spreckley, OAK, Alex Niceforo, Keith Sorrells, Mark Ralph,)
5. Waiting For You – 2:43 (Rita Ora, ÁSDÍS, René Miller, Johannes Burger, Kilian Wilke, Kilian & Jo)
6. You & I – 3:00 (Rita Ora, Johnny Edwards, Rollo Spreckley, Cirkut)
7. That Girl – 3:04 (Rita Ora, Sorana, Rollo Spreckley, OAK, Keith Sorrells, Alex Niceforo, Rick James)
8. Shape of Me – 2:29 (Rita Ora, Jenna Andrews, Rollo Spreckley, OAK, Alex Niceforo, Keith Sorrells, Mark Ralph)
9. Look At Me Now – 2:45 (Rita Ora, Georgia Meek, Yoshi Breen, Jason OK)
10. Girl in the Mirror – 3:11 (Rita Ora, Rollo Spreckley, OAK, Alex Niceforo, Keith Sorrells)
11. Notting Hill – 2:30 (Rita Ora, Rollo Spreckley, OAK, Alex Niceforo, Keith Sorrells)
12. I Don't Wanna Be Your Friend – 3:14 (Rita Ora, Nick Hahn)

## Successo commerciale
Nel Regno Unito You & I ha esordito alla sesta posizione della Official Albums Chart, divenendo il secondo album non consecutivo della cantante ad apparire tra le prime dieci posizioni a undici anni da Ora del 2012. Il progetto ha inoltre esordito alla prima posizione della classifica Official Independent Chart.

## Classifiche
| Classifica (2023) | Posizione massima |
| ----------------- | ----------------- |
| Austria           | 45                |
| Belgio (Fiandre)  | 53                |
| Belgio (Vallonia) | 69                |
| Germania          | 19                |
| Polonia           | 69                |
| Regno Unito       | 6                 |
| Spagna            | 78                |
| Svizzera          | 25                |